# John Shelley
John Shelley (né le 3 septembre 1905 à San Francisco, mort le 1er septembre 1974) est un homme politique américain. Il a été le 35e maire de la ville de San Francisco entre 1964 et 1968, le premier démocrate élu à ce poste depuis 50 ans.

## Biographie
Il a été diplômé de l'Université de San Francisco en 1932. Il a été garde-côtes pendant la seconde Guerre mondiale, et a été membre du sénat de Californie entre 1938 et 1946, puis représentant de la Californie entre 1946 et 1964. Il a remporté l'élection de 1964 avec 12 points d'écart par rapport à son adversaire Harold Dobbs (en). Joseph Alioto lui a succédé en tant que maire en 1968.